# Anonymus Guidi
Als Anonymus Guidi (auch: Guidis Chronik oder Chusistan-Chronik) wird eine anonyme ostsyrische Chronik bezeichnet, die in der zweiten Hälfte des 7. Jahrhunderts entstanden ist und vielleicht in Chusistan verfasst wurde. Benannt ist sie nach ihrem Entdecker und ersten Herausgeber, dem italienischen Orientalisten Ignazio Guidi.
Die Schrift wurde nach der Mitte des 7. Jahrhunderts von einem ostsyrischen nestorianischen Autor verfasst und deckt das Ende des Sassanidenreichs ab: vom Sturz des Perserkönigs Hormizd IV. im Jahr 590 bis zur Mitte des 7. Jahrhunderts. Behandelt werden sowohl kirchengeschichtliche als auch profangeschichtliche Angelegenheiten in chronologischer Reihenfolge; nach dem Ende des Sassanidenreichs tritt die Profangeschichte allerdings in den Hintergrund. Es war ursprünglich Bestandteil eines umfangreicheren Werks, das aber nicht erhalten ist. Darauf deutet etwa der abrupte Beginn des Werks hin, dort heißt es: Einiges aus der Ekklesiastike, d. h. Kirchengeschichte, und aus der Kosmostike, d. h. Weltgeschichte, vom Tod des Hormizd, Sohn des Chosrau, bis zum Ende des persischen Reiches.
In der Darstellung wird immer wieder auf Geschehnisse im Raum von Nisibis und im südlichen Mesopotamien eingegangen, worüber der Autor gut informiert war. Die Darstellung ist eher knapp, angereichert mit einigen Anekdoten, und sollte wohl vor allem einen raschen Überblick gewährleisten. Der Autor hatte vermutlich ein hohes kirchliches Amt bekleidet. Bisweilen wird als Verfasser Elias von Merw identifiziert, was aber Spekulation bleiben muss. In der neueren Forschung wird außerdem zunehmend angenommen, dass das ursprüngliche Werk kurz nach Vollendung noch um Zusätze ergänzt worden ist. Die Chronik stellt für die letzten Jahre des Sassanidenreichs, das schließlich vor dem Ansturm der Araber kollabieren sollte (siehe Islamische Expansion), eine wichtige und recht zuverlässige Quelle dar.

## Übersetzungen
- Nasir al-Ka'bi (Hrsg.): A Short Chronicle on the End of the Sasanian Empire and Early Islam 590-660 A.D. Gorgias Press, Piscataway (NJ) 2016. [ausführlich kommentierte Edition mit englischer Übersetzung]
- Theodor Nöldeke: Die von Guidi herausgegebene syrische Chronik, übersetzt und commentiert. In: Sitzungsberichte der kaiserlichen Akademie der Wissenschaften, phil.-hist. Klasse. Band 128, 9. Wien 1893, S. 1ff. (Digitalisat der Universitäts- und Landesbibliothek Sachsen-Anhalt, Halle)